# Or nazi

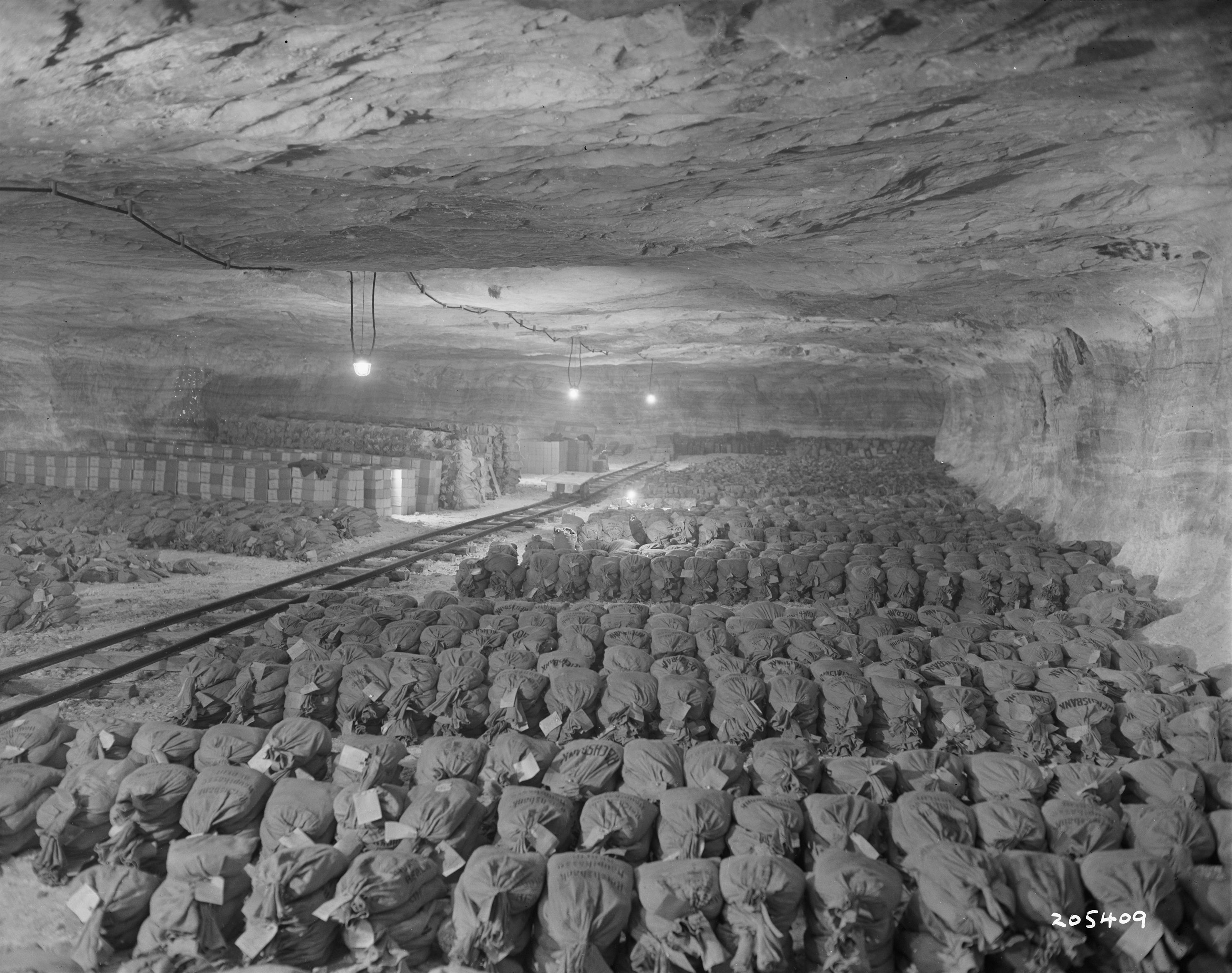
Trésor nazi découvert en 1945 par l'armée américaine dans la mine de sel de Merkers.

L'« or nazi » se réfère aux actifs transférés en or par le Troisième Reich à diverses banques pendant la Seconde Guerre mondiale.

## Origine des richesses accumulées en or
Le régime a appliqué une politique de pillage des biens de ses victimes pour financer l'effort de guerre. Le transfert de ces biens de valeurs fut permis avec la collaboration de certaines institutions, notamment bancaires. L'identité précise de ces institutions, ainsi que l'étendue exacte des transactions, demeurent obscures, sources de questions mais aussi sujettes à caution.
En 1939, une partie des réserves d'or du parti nazi était stockée au Brésil. Leur convoyage fut un échec ; l'épave du cargo SS Minden (en), contenant la précieuse cargaison, a été retrouvée en juillet 2017 au large de l'Islande.

## Exfiltration de l'or à la fin de la guerre
Plusieurs sous-marins en juillet 1945, auraient abordé l'Argentine avec d'anciens nazis et de l'or.
En 1945, les troupes américaines découvrent dans une mine de sel nommée Kaiseroda à Merkers un trésor composé de métaux stratégiques (palladium, platine, etc.) et de 250 tonnes d'or ainsi que des sommes énormes en billets de banque étrangers. Ce trésor a été transféré aux États-Unis.
En 1946, la Commission tripartite de l'or nazi (en) est créée pour tenter d'apporter une solution. Elle achève ses travaux en 1998.

## Règlement financier
Des agents de l'Office of Strategic Services dans les banques suisses ont permis de retracer les transactions financières de l'Allemagne qui a utilisé cet or — pris dans l'Europe occupée —, en Suède, au Portugal, en Turquie et en Argentine, avec le concours de banques en Suisse. Grâce à ces informations, le gouvernement des États-Unis a fait pression sur la Suisse qui a fini par rembourser symboliquement 58 millions de dollars aux pays ainsi floués.